# آي كلاود
آي كلاود (بالإنجليزية: iCloud) هي خدمة تخزين سحابية أطلقتها شركة أبل عبر الإنترنت في 12 أكتوبر 2011، ومن يوليو عام 2013، أصبحت الخدمة متاحة لـ320 مليون مستخدم.

## الخدمة
آي كلاود تقدم خدمة حفظ الملفات بأنواعها على خوادم عملاقة توجد في الصين، ويمكن للمستخدم الوصول إليها من أي مكان باستخدام حسابه الخاص أبل آي دي، ويأتي مسمى الخدمة السحابية من فكرتها القائمة على حفظ الملفات على خوادم خارجية وليس على جهاز المستخدم فقط، ويمكن تنزيل الملفات المحفوظة على الأجهزة التي تعمل بنظام ماك أو أس وآي أو أس بالإضافة إلى ويندوز، وتتيح الخدمة مشاركة الملفات مع مستخدمين آخرين، كما تمكن المستخدم من إدارة ملفاته في حال تعرض أجهزته للضياع أو السرقة، وتسمح الخدمة بإظهار البيانات على أبل تي في بواسطة وصلات خاصة لا سلكية وآمنة.[بحاجة لمصدر]

## الخيارات

### التخزين
تتيح خدمة الآي كلاود للمستخدم ذاكرة تخزين سحابية تصل إلى 5 جيجا مجانا، مع إمكانية زيادة الحجم من خلال الاشتراك في خدمات أبل منها Apple.ID وبحسب الجهاز المستعمل.

### النسخ الاحتياطي
يتم الاستفادة من خدمة iCloud، بعمل نسخة احتياطية محفوظة سحابيا لجميع بينات أجهزة المستخدم، ويتم ذلك تلقائيا أو يدويا، مما يتيح له استعادتها في حال فقدان أجهزته أو ترقيتها إلى أجهزة أحدث.

### العثور على الأجهزة
تتيح خدمة iCloud خاصية العثور على أجهزة آبل في حال فقدانها، كما يمكن من خلالها محو بيانات الأجهزة المفقودة، وإعادة تعيين إعدادتها إلى إعدادات المصنع.

### آي كلاود درايف
يسمح آي كلاود درايف للتطبيقات بتخزين المستندات على الإنترنت، كما وتتيح الوصول إلى تلك الملفات من أجهزة متعددة.

### مكتبة صور
تتيح الخدمة إنشاء مكتبة صور وحفظها وتصنيفها إلى لحظات ومجموعات وسنوات.

### بيانات أخرى
تمكّن الخدمة المستخدمين من مزامنة بيانات أجهزتهم، مثل جهات الاتصال، والتذكيرات، والملاحظات، والتقويمات والرسائل النصية وما إلى ذلك.

## الخصوصية
في أغسطس من عام 2014 قام متسللون من إستغلال الخدمة على الآيفون وسحب صور خاصة للمستخدمين من الخدمة.وقد نشر المتسللون عدد كبير من صور النجوم الخاصة

## وصلات خارجية
- الموقع الرسمي